# Ewa Skrzyniewicz
Ewa Skrzyniewicz – bohaterka powieści Tadeusza Konwickiego Rojsty.
Jest wielką miłością młodego i niedojrzałego jeszcze partyzanta, głównego bohatera powieści, Stanisława. Wybiera jednak innego wielbiciela i ostatecznie wychodzi za mąż za doświadczonego mężczyznę, Aktora.